# Hibiscus rupicola
Hibiscus rupicola är en malvaväxtart som beskrevs av Arthur Wallis Exell. Hibiscus rupicola ingår i Hibiskussläktet som ingår i familjen malvaväxter. Inga underarter finns listade i Catalogue of Life.